# Hearts of Soul
Hearts of Soul (дословно — «Сердца души») — нидерландская группа, образованная в городе Хардервейк в 1969 году тремя сёстрами — Бьянкой, Стеллой и Патрицией Массен.
Они представляли Нидерланды на конкурсе «Евровидение-1970» и Бельгию на «Евровидении-1977».

## История

### Первые годы (1968-1969)
Группа была образована в 1968 году. Изначально её участницы работали сессионными певицами для известных исполнителей.
В 1969 году стали бэк-вокалистками для двух участников песенного конкурса Nationaal Songfestival 1969 — отбора на конкурс «Евровидение-1969». Свой дебютный альбом выпустили в том же году, который стал популярным в Нидерландах.

### Евровидение (1970, 1977)

#### 1970

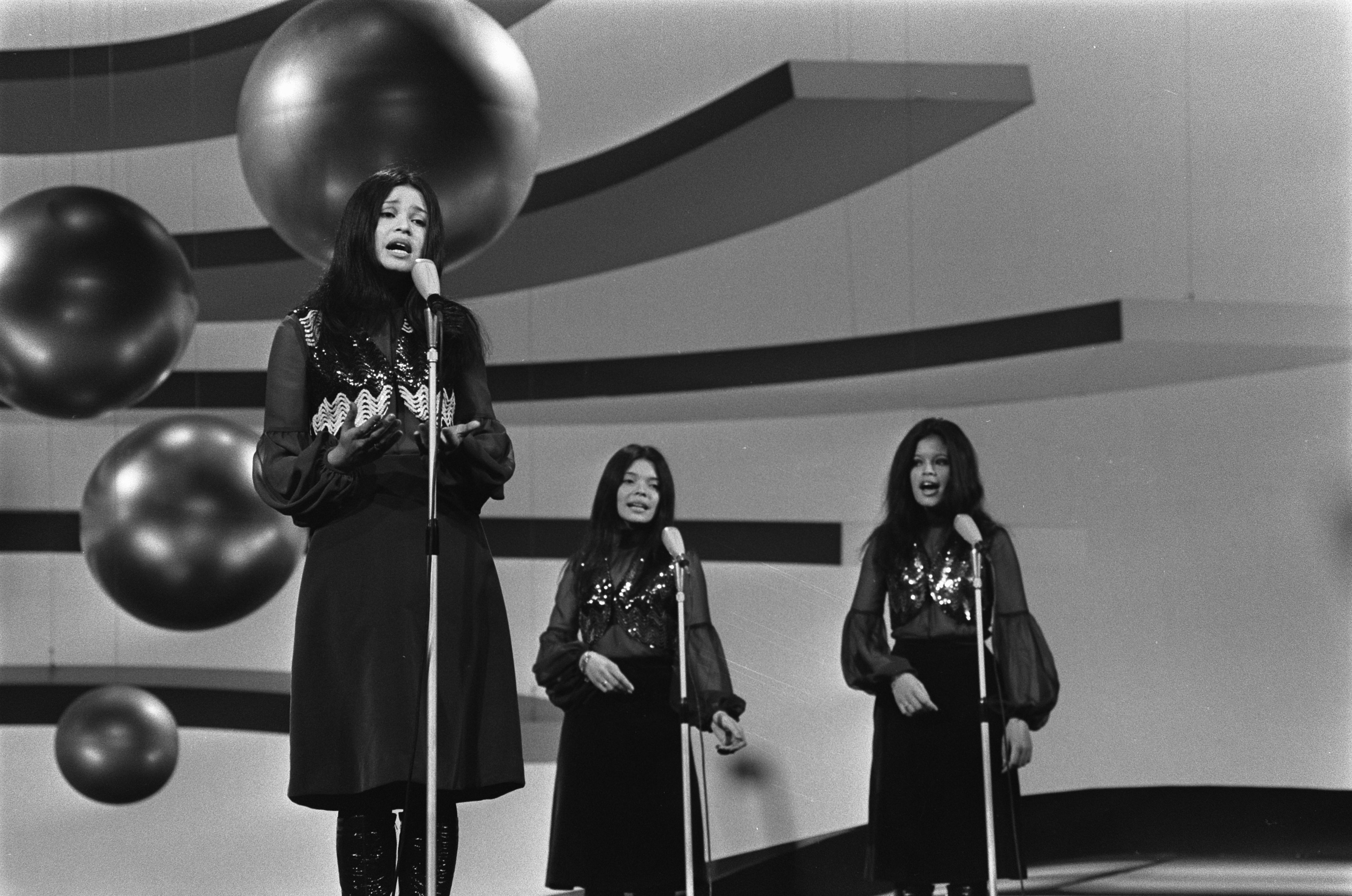
Hearts of Soul на Евровидении, 1970 год.

В 1970 году Hearts of Soul уже сольно приняли участие в нидерландском отборе на предстоящий конкурс песни «Евровидение-1970». Специально для конкурса группа была переименована в «Patricia en The Hearts of Soul», так как по правилам конкурса тех лет группы не допускались к участию. Исполненная ими композиция «Waterman» одержала победу в отборе и получила право представить Нидерланды на конкурсе песни «Евровидение-1970».
Конкурс проводился в Амстердаме. С результатом в 7 баллов песня заняла седьмую позицию.

#### 1977
В 1977 году группа (выступавшая уже под названием «Dream Express» вместе с Люком Сметсом) также предприняла попытку принять участие в «конкурсе», но от Бельгии. Песня «A Million in One, Two, Three» прошла в финал отбора, где финишировала первой с 984 баллами, что позволило исполнителям снова принять участие в конкурсе.
Конкурс проводился в Лондоне (Великобритания). Группа финишировала седьмой, получив 69 баллов.
После распада группы в 1981 году Стелла Массен (выступавшая как Стелла Мейсон) представила Бельгию на конкурсе песни «Евровидение-1982», где заняла четвёртое место. Патриции также удалось попасть на конкурс, но на этот раз в роли бэк-вокалистки: в 1986 — для Сандры Ким из Бельгии, которая стала победительницей конкурса и в 1987 году для Plastic Bertrand из Люксембурга.

### Dream Express и LBS (1975-1980)
Сёстры переехали в Бельгию в середине 1970-х годов и образовали новую группу под названием «Dream Express». К трио присоединился их продюсер Люк Сметс. Летом 1976 года их дебютная песня «Dream Express» заняла вторую строчку во фламандском хит-параде.
После малой популярности в Бельгии Патриция покинула группу в 1979 году. Группа была переименована в «LBS», что расшифровывалось как Люк, Бьянка и Стелла. Их последующие синглы транслировались по радио в 1979 году.

### Распад группы
Группа распалась в 1981 году из-за малой популярности. Участники группы — Люк, Бьянка и Стелла продолжили сольную карьеру.
Патриция скончалась 15 мая 1996 года в возрасте 44 лет. Причиной смерти стал инсульт.

### Восстановление (2010)
Участницы группы — Бьянка и Стелла, возродили группу. Патриция (умершая в 1996 году) была заменена младшей сестрой — Дорин Массен. Сингл «Suddenly you» стал хитом в Нидерландах.